# Sint-Elisabethkapel (Heerlen)
De Sint-Elisabethkapel is een grote kapel, feitelijk een kerk, in het Heerlense stadsdeel Heerlerbaan, gelegen aan Zandweg 180.
Deze kapel is gebouwd in 1934 als onderdeel van de Vroedvrouwenschool, behorende bij de Sint-Elisabethskliniek. Architecten waren Jan Stuyt en zijn zoon, Giacomo Stuyt.
Het is een bakstenen kruisbasiliek met natuurstenen hoekbanden, deur- en vensteromlijstingen, wat hem een neoclassicistisch uiterlijk geeft. Boven de deur bevindt zich een rond raam, voorzien van een glas-in-loodvenster. Het koor is vijfhoekig. Op het dak staat een kleine klokkengevel.
Het interieur toont twee figuratieve glas-in-loodvensters, vervaardigd door Harrie Schoonbrood (1934) en een aantal abstract-geometrische glas-in-loodvensters, vervaardigd door een onbekend glazenier. Het interieur toont natuursteen, veelal mergelsteen, en doet denken aan basilicastijl.
De kapel is geklasseerd als Rijksmonument.